# Тришия Деверо
Тришия Деверо (англ. Tricia Devereaux, род. 12 января 1975) — сценическое имя бывшей американской порноактрисы, участника Зала славы XRCO и совладельца студии Evil Angel.

## Личная жизнь
Деверо выросла «в маленьком городке за пару часов до Чикаго», где она строго воспитывалась и посещала частную католическую школу.
Она училась в колледже на Среднем Западе, получила диплом бакалавра в области биологии колледжа в Миссури, затем училась один год в медицинской школе. Прежде чем поступить в медицинскую школу, она вышла замуж за своего бойфренда Патрика. После того, как она появилась в нескольких фильмах, Деверо был отчислена из медицинского училища после того, как школа обвинила её в мошенничестве на экзамене; Деверо утверждает, что обвинение было сфальсифицировано и что реальная причина отчисления — её съёмки в порнографии. Вскоре после этого Деверо развелась с мужем; она позже сказала, что «Патрик был слишком настойчивым человеком, и у нас были финансовые проблемы».
В 1998 году была инфицирована ВИЧ во время сцены с Марком Уаллисом.
26 ноября 2008 года она вышла замуж за экс-звезду порно и нынешнего режиссёра Джона Стальяно и теперь известна как Карен Стальяно. У пары есть дочь, которая родилась без вируса, в 2001 году.

## Карьера
Вошла в индустрию развлечения для взрослых, когда её муж, Патрик, получил работу вышибалы в стрип-клубе, и Деверо иногда навещала его там. Другие танцоры уговорили её принять участие в любительском конкурсе клуба, который она выиграла; вскоре она стала работать там, чтобы заработать дополнительные деньги.
Снималась для таких студий, как VCA, Vivid, Elegant Angel, Rosebud, Sin City, Adam & Eve, Devil's Film, Sunset Video, Evil Angel, Wicked Pictures, Private и других.
Сейчас известна как Карен Стальяно, является совладельцем продюсерской компании Evil Angel со своим мужем Джоном Стальяно.

## Награды

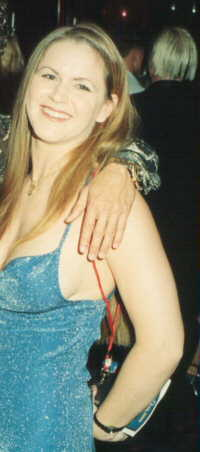
Деверо в дни съёмок

- 1998 AVN Awards — лучшая сцена секса с участием только девушек, видео (Cellar Dwellers 2) вместе с Джинной Файн и Пи Джей Спаркс
- 2003 AVN Award — Best Editing, Film (The Fashionistas) вместе с Джоном Стальяно
- 2011 включена в зал славы XRCO[9]